# Université de Hearst
Pour les articles homonymes, voir Hearst.
L’Université de Hearst, autrefois Séminaire de Hearst, Collège de Hearst et Collège universitaire de Hearst, est une université de langue française du Nord de l'Ontario. Elle compte trois campus, soit à Hearst, Timmins et Kapuskasing. Elle est l'une des seules universités entièrement de langue française en Ontario. 

## Histoire
En 1952, Louis Levesque est nommé évêque du diocèse de Hearst. Il constate l'absence d'établissements d'enseignement de niveau secondaire en langue française dans le Nord de l'Ontario, la loi ontarienne interdisant l’existence d’écoles secondaires bilingues ou françaises. Pour poursuivre leurs études secondaires dans leur langue, les jeunes Franco-Ontariens doivent alors s'exiler vers les grandes villes ontariennes où quelques écoles secondaires bilingues financées par l’Église catholique, ou au Québec. En 1953, il fonde le Petit Séminaire de Hearst dans le but de rendre les études secondaires accessibles en français dans la région. Maurice Saulnier est nommé le directeur de la nouvelle institution. En 1957, la construction de l'immeuble abritant l'établissement d'enseignement, est financée par la population du diocèse.
L'établissement d'enseignement devient affilié à l’Université de Sudbury en 1957 et à l’Université Laurentienne en 1963. Le Séminaire de Hearst est incorporé sous le nom de Collège de Hearst en 1959 afin de permettre la prestation d’études universitaires. La première promotion survient en 1961. Le diocèse de Hearst dirige et finance l'institution jusqu'en 1971. Le Collège de Hearst est reconnu par le gouvernement de l'Ontario comme établissement universitaire public la même année et devient le Collège universitaire de Hearst en 1972. L'établissement cesse alors l’enseignement secondaire, devenu accessible dans la région avec la création des écoles secondaires de langue française.
En 1976, l'institution commence à offrir des cours à Kapuskasing. En 1988, l'Université offre des cours et programmes à Timmins dans des locaux loués. Jusqu’en 1996, il est possible de poursuivre des études à plein temps à Hearst ou à temps partiel dans toutes les communautés de la région qui va de Longlac/Geraldton jusqu’à Timmins. Depuis septembre 1996, on peut également s’inscrire à plein temps dans les programmes qu’offre l’Université de Hearst sur les campus de Kapuskasing et de Timmins.
En 2013, l'Université de Hearst est devenue la première université désignée sous la Loi sur les services en français de l'Ontario. L'Université a décerné plus de 1 150 diplômes.
En 2014, l’Université de Hearst vit une transformation majeure du point de vue pédagogique. La formule de cours en bloc, l’enseignement axé sur des pédagogies actives, l’interdisciplinarité et l’internationalisation de l’université font désormais partie intégrante de son essence. La formule « un cours à la fois » offre, à la clientèle de l'Université de Hearst, un modèle plus engageant et intense. L’apprentissage fondé sur l’expérience est valorisé par l’ajout de stages obligatoires et plusieurs activités en classes.
L’année 2021 marque une nouvelle balise de première importance dans l’histoire du développement de l’Université de Hearst. Le 3 juin 2021, l’Assemblée législative ontarienne adopte le projet de loi 276, accordant ainsi une charte universitaire autonome à l’Université. Au terme des démarches administratives complétées le 1er avril 2022, le gouvernement ontarien déclare l’autonomie totale de l’Université de Hearst. Les instances de l'université, que sont le conseil d'administration et le sénat, ont désormais toute l’autorité requise sur les programmes et les diplômes, et non plus seulement sur les grandes orientations stratégiques et sur les finances. L'Université de Hearst a ainsi rejoint le groupe de la vingtaine d’universités ontariennes qui jouit de cette autonomie via leur propre charte.

## Enseignement
L'Université de Hearst offre des programmes de formation de premier cycle. Elle se spécialise dans la formation en sciences humaines et sociales ainsi qu'en administration des affaires. Elle offre la possibilité de compléter un baccalauréat ès arts (B.A.) (90 ou 120 crédits, 3 ou 4 ans), une majeure (en) et une mineure en étude des enjeux humains et sociaux,, un baccalauréat ès arts (B.A.), une majeure ou une mineure en psychologie, un baccalauréat spécialisé (B.A.A.) en administration des affaires de 120 crédits (4 ans), un baccalauréat ès arts (B.A.) en gestion. Cette dernière discipline est offerte seulement à Hearst et à Kapuskasing. Les étudiants au baccalauréat peuvent inclure une mineure en français, géographie, histoire, psychologie ou sociologie. Les étudiants peuvent également compléter un baccalauréat comme deuxième grade. 
Les cours se donnent successivement en blocs de trois semaines plutôt que sur une durée de quinze semaines étalées sur tout un trimestre. Les programmes favorisent un apprentissage par une approche multidisciplinaire. L’apprentissage se fait entre autres par l’approche de expérience au moyen de sorties sur le terrain, visites d’entreprises, expériences culturelles, conférences et voyages d'études. Le stage en milieu de travail permet aux étudiants d’appliquer en situations concrètes de travail des éléments théoriques vus en classe, d’explorer de possibles choix de carrière et de développer des compétences essentielles pour le marché du travail. La petite taille des groupes permet une approche personnalisée, axée entre autres sur le coaching et le tutorat, l’initiation aux méthodes de recherche, l’aide à la rédaction universitaire et l’assistance informatique. Outre l'éducation personnalisée, l'Université de Hearst mise sur l'attrait d'une petite communauté, l'échelle humaine, le grand air et la présence de la communauté franco-ontarienne pour consolider et diversifier sa clientèle, notamment auprès des étrangers.
La prestation des cours est assurée selon quatre groupes. Le Groupe I - Humanités comprend les disciplines suivantes : anglais (langue seconde), anglais, espagnol, études amérindiennes, études cinématographiques, études classiques, études interdisciplinaires, français, méthodologie du travail intellectuel, musique, philosophie, sciences religieuses. Le Groupe II - Sciences sociales comporte les disciplines suivantes : anthropologie, droit et justice, études de la santé, études interdisciplinaires, géographie, histoire, méthodologie du travail intellectuel, psychologie, science économique, science politique, sociologie. Le Groupe III - Sciences inclut les disciplines de la biologie, informatique et mathématiques. Le Groupe IV - Écoles professionnelles regroupe l'administration des affaires, l'administration des coopératives, et le service social.

## Recherche
Les activités de recherche de l'Université de Hearst s'inscrivent dans les orientations de sa mission axée d'une part sur la région du Nord ontarien : franco-canadienne, exiguë, nordique et amérindienne, d'autre part sur le développement durable social et économique et la rétention des jeunes dans la région. Les axes de recherche sont : l'innovation en pédagogie; l'économie sociale et le développement durable, notamment avec son Centre régional  de  recherche  et  d'intervention  en  développement  économique  et  communautaire; la santé mentale et le bien-être, notamment dans le cadre de son Centre d'évaluation et d'intervention psychosociale; les littératures et cultures de la marge, notamment la littérature franco-ontarienne et la culture franco-ontarienne, en s'appuyant entre autres sur le  Centre d'archives de la Grande Zone argileuse et la Collection Dionne-Poulin. Cette dernière compte 12 000 documents ^portant sur les littératures franco-ontarienne et québécoise ainsi que sur l’histoire du Canada français, légués par le professeur René Dionne et l’écrivaine Gabrielle Poulin.

## Partenariats
L'Université de Hearst est membre de l'Association des collèges et universités de la francophonie canadienne et du Consortium des universités de la francophonie ontarienne. Elle tisse de nombreux liens avec des organismes communautaires et des entreprises locales et régionales afin de partager son savoir et de s'engager activement dans le développement des collectivités qu'elle dessert.
Pour rendre possible les sessions à l’étranger, l’Université de Hearst a développé des partenariats avec quatre établissements français, à savoir l’Université de Bretagne-Sud, l’Institut National Universitaire Champollion, l’Université Polytechnique Hauts-de-France (UPHF) et l'ICEA (Institut Catholique Européen des Amériques).
Par ailleurs, l'Université de Hearst a développé des ententes d'articulation avec les collèges La Cité, Boréal et Northern College qui permettent d’obtenir un transfert jusqu’à 60 crédits.

## Immeubles
Le campus principal se situe à Hearst au 60, 9e Rue. Construit en 1957 par le diocèse, il est acheté par l'Université en 1972. Ce bâtiment comporte un amphithéâtre, un gymnase, une cafétéria (le pub Notre place) et une résidence étudiante. La bibliothèque Maurice-Saulnier y contient un grand choix de livres et des périodiques en français et en anglais, ainsi qu'un laboratoire d'ordinateurs. Les campus satellites se trouvent au 75, rue Queen à Kapuskasing et au 395, boulevard Thériault à Timmins. Le campus de Timmins est installé dans un bâtiment construit en 2010 et partagé avec le Collège Boréal.

## Perspectives
L'Université de Hearst vise à développer son offre d'enseignement en ajoutant entre autres des programmes en sciences et en santé. Les règles de financement du ministère de la Formation et des Collèges et Universités de l'Ontario pénalisent la région du Grand Nord ontarien qui représente 9,6 % de la population franco-ontarienne contre 2,3 % du financement universitaire. L'Université compte également développer un programme de maîtrise interdisciplinaire  en  sciences humaines et sociales. L'Université considère la recherche en agriculture nordique, incluant l'élevage bovin, les grandes cultures et le maraîcher, et l'établissement d'une chaire de recherche en horticulture dans le Nord.  

## Viabilité financière « en suspens »
Dans le contexte de la crise qui a secoué l'Université Laurentienne depuis 2021, un rapport soumis au gouvernement ontarien par un groupe d'experts à l'automne 2023 estime que la viabilité financière à long terme de cet établissement est « en suspens » compte tenu du faible nombre d'étudiants inscrits —  « 261 étudiantes et étudiants inscrits, dont 70 % d’effectifs étrangers ». Parmi les options envisagées pour assurer la survie de cet établissement, la première serait de fédérer l'Université de Hearst avec l'Université d'Ottawa laquelle offre 365 programmes en français de premier cycle et de niveau maîtrise et doctorat, et compte quelque 14 700 étudiants francophones. Une deuxième option serait d'associer l’UOF et l’Université de Hearst au Collège Boréal et au Collège La Cité. Une troisième option serait de créer un consortium chapeauté par l'université d'Ottawa afin de favoriser la collaboration entre tous les établissements d’enseignement postsecondaire francophone et bilingue. Interrogé sur ce rapport, le recteur Luc Bussières estime que ces propositions « ne correspondent pas du tout à notre lecture de la réalité. »